# غروة (تشناران)
غروة (بالفارسية: گروه) هي قرية تقع في قسم رادكان الريفي (مقاطعة تشناران) في إيران. يقدر عدد سكانها بـ 836 نسمة .